# 한화갑
한화갑(韓和甲, 1939년 2월 1일 ~ )은 대한민국의 정치인으로, 제14·15·16·17대 국회의원이다.
본관은 청주(淸州)이며 호(號)는 우촌(牛村)이다.

## 학력
- 목포유달국민학교 졸업
- 목포유달중학교 졸업
- 목포고등학교 졸업
- 서울대학교 외교학 학사
- 한국항공대학교 산업대학원 항공교통학과 공학 석사

### 비학위 수료
- 1994년 연세대학교 행정대학원 행정정책과정 수료

### 명예 박사 학위
- 1999년 한남대학교 명예정치학 박사
- 2001년 한국항공대학교 명예 이학박사

## 역대 선거 결과
|  | 0% |

|  | 72.93% |

|  | 84.83% |

|  | 88.96% |

|  | 57.53% |

|  | 22.91% |

|  | 35.61% |

## 소속 정당
| 소속 정당 | 소속 정당      | 소속 기간 | 비고           |
| --------- | -------------- | --------- | -------------- |
|           | 민중당         | 1965~1967 | 입당           |
|           | 신민당         | 1967~1969 | 합당 정계 입문 |
|           | 무소속         | 1969      | 자진 정당 해산 |
|           | 신민당         | 1969~1980 | 정당 재등록    |
|           | 무소속         | 1980~1985 | 정당 해산      |
|           | 신한민주당     | 1985~1987 | 창당           |
|           | 무소속         | 1987      | 탈당           |
|           | 통일민주당     | 1987      | 창당           |
|           | 무소속         | 1987      | 탈당           |
|           | 평화민주당     | 1987~1991 | 창당           |
|           | 신민주연합당   | 1991      | 당명 변경      |
|           | 민주당         | 1991~1995 | 합당           |
|           | 무소속         | 1995      | 탈당           |
|           | 새정치국민회의 | 1995~2000 | 창당           |
|           | 새천년민주당   | 2000~2005 | 합당           |
|           | 민주당         | 2005~2007 | 당명 변경      |
|           | 중도통합민주당 | 2007      | 합당           |
|           | 민주당         | 2007~2008 | 당명 변경      |
|           | 통합민주당     | 2008      | 합당           |
|           | 무소속         | 2008~2009 | 탈당           |
|           | 민주당         | 2009~2010 | 복당           |
|           | 무소속         | 2010      | 탈당           |
|           | 평화민주당     | 2010~2012 | 창당           |
|           | 무소속         | 2012~현재 | 탈당 정계 은퇴 |

## 같이 보기
- 무안군 (1988년 선거구)
- 무안군의 국회의원
- 목포시·신안군 을
- 목포시의 국회의원
- 무안군·신안군
- 신안군의 국회의원

## 가족
- 정순애(배우자)
  - 슬하 2남 1녀
- 한지아(조카, 의사 겸 교육인, 현 제22대 국민의힘 비례대표 국회의원)